# Howard Morris
Howard „Howie“ Morris (* 4. September 1919 in New York City, New York; † 22. Mai 2005 in Hollywood, Los Angeles, Kalifornien) war ein US-amerikanischer Komiker, Schauspieler und Regisseur in Film und Fernsehen.

## Leben
Morris entstammte einer jüdischen Familie in New York. Seine Karriere in der Unterhaltungsbranche begann, als Morris den Schauspieler Carl Reiner in einem Radio-Workshop traf und sie gemeinsam an Radioprojekten arbeiteten. Bald darauf wirkten sie gemeinsam in der Truppenbetreuung, wo sie während des Zweiten Weltkrieges Hamlet und Macbeth für Maurice Evans aufführten. Dabei war Howard als Sergeant der Vorgesetzte von Carl Reiner. Zurück in den Vereinigten Staaten, traten sie gemeinsam am Broadway in dem Bühnenmusical Call Me Mister auf.
Morris und Reiner kamen in Sid Caesars Autoren-Team bei dessen klassischen Sketch-Shows in den 1950er Jahren unter. Seine Auftritte in Caesars Fernsehshow Your Show of Shows brachten Morris erstmals größere Bekanntheit ein. Nach seiner Arbeit in der zweiten Reihe strebte Morris nach eigenen Projekten und versuchte sich als Schauspieler, Regisseur und Sprecher.
Seit den frühen 1960er Jahren war er ein Teil des Sprecherteams der Hanna-Barbera-Produktionen. Er sprach hunderte von Stimmen für die Feuersteins, Die Jetsons, Sabrina – Total Verhext!, Garfield und seine Freunde und andere bekannte Zeichentrickserien, die er in verschiedenen Umsetzungen der Comics spielte. Außerdem sprach er Atom Ant in A. Tom Ameise und seine Freunde.
Er zeigte sein schauspielerisches Talent in einigen Komödienfilmen, zum Beispiel Sexy! (1962) mit Kim Novak, Der verrückte Professor (1963) und Das Mondkalb (1966), beide mit Jerry Lewis, unter Regie von Mel Brooks in Höhenkoller (1978) und Die verrückte Geschichte der Welt (1981). Er spielte die Figur des exzentrischen griesgrämigen Ernest T. Bass als Gaststar in der Andy Griffith Show. Morris war so populär in der Rolle, dass er noch mehrfach in die Andy Griffith Show mit dieser Rolle zurückkehrte.
Morris führte 1965 in der Pilotfolge der Fernsehserie Mini-Max Regie. Auch bei den Sitcoms von Danny Thomas und Andy Griffith war er Regisseur. Nach der Regie bei Filmkomödien wie Who’s Minding the Mint? (1967), Der Mann in Mammis Bett (With Six You Get Eggroll, 1968), und Woody Allens Don’t Drink the Water (1969) führte Morris Regie in Werbespots und tauchte hier und da auf bis in die 1990er Jahre. Von 1971 bis 2000 spielte er in zahlreichen McDonald’s-Werbespots die Werbefigur Ronald McDonald, aber auch andere McDonald’s-Werbefiguren wie Hamburglar oder Mayor MacCheese. Bei einigen der Werbespots für McDonald’s führte er auch zusätzlich die Regie.
Morris war fünf Mal verheiratet und wieder geschieden. Er starb im Mai 2005 in seinem Heim in Hollywood im Alter von 85 Jahren. Er wurde im Hillside Memorial Park beerdigt.

## Filmografie (Auswahl)

### Als Schauspieler
- 1949: The Admiral Broadway Revue (Fernsehserie, 1 Folge)
- 1961: Josh (Wanted: Dead or Alive, Fernsehserie, 1 Folge)
- 1961: Munro (Kurzfilm, Stimme)
- 1962: Alfred Hitchcock präsentiert (Alfred Hitchcock Presents, Fernsehserie, 1 Folge)
- 1962: Sexy! (Boys’ Night Out)
- 1962: Ein Rucksack voller Ärger (40 Pounds of Trouble)
- 1962–1965: Familie Feuerstein (The Flintstones, Fernsehserie, 28 Folgen, Stimme)
- 1962–1987: Die Jetsons (The Jetsons, Fernsehserie, 17 Folgen, Stimme)
- 1963: Twilight Zone (The Twilight Zone, Fernsehserie, 1 Folge)
- 1963: Der verrückte Professor (The Nutty Professor)
- 1963–1965: The Andy Griffith Show (Fernsehserie, 8 Folgen)
- 1965–1966: A. Tom Ameise und seine Freunde (The Atom Ant Show, Fernsehserie, 26 Folgen, Stimme)
- 1966: Alice of Wonderland in Paris (Stimme)
- 1966: Alice in Wonderland (The New Alice in Wonderland, Fernsehfilm, Stimme)
- 1966: Das Mondkalb (Way...Way Out)
- 1967: Ein Froschmann an der Angel (The Big Mouth)
- 1968: Der Mann in Mammis Bett (With Six You Get Eggroll)
- 1968: Winnie Puuh und das Hundewetter (Winnie the Pooh and the Blustery Day, Kurzfilm, Stimme)
- 1969: Don’t Drink the Water
- 1969: Der Komiker (The Comic)
- 1969–1972: Sabrina the Teenage Witch (Fernsehserie, 52 Folgen, Stimme)
- 1971–1993: Sesamstraße (Sesame Street, Fernsehserie, 6 Folgen, Stimme)
- 1971–2000: McDonaldland (Werbespots, mind. 77 Folgen)
- 1973: Ten from Your Show of Shows
- 1975: The Ghost Busters (Fernsehserie, 1 Folge)
- 1977: Die vielen Abenteuer von Winnie Puuh (The Many Adventures of Winnie the Pooh, Stimme)
- 1977: Mel Brooks’ Höhenkoller (High Anxiety)
- 1979: Legends of the Superheroes (Fernsehserie, 2 Folgen)
- 1980/1983: Fantasy Island (Fernsehserie, 2 Folgen)
- 1981: Die Rückkehr der Familie Frankenstein (The Munsters’ Revenge, Fernsehfilm)
- 1981: Mel Brooks’ verrückte Geschichte der Welt (History of the World, Part I)
- 1982–1984: Trapper John, M.D. (Fernsehserie, 5 Folgen)
- 1983: Splash – Eine Jungfrau am Haken (Splash)
- 1983: Alvin und die Chipmunks (Alvin and the Chipmunks, Fernsehserie, 13 Folgen, Stimme)
- 1984: Love Boat (The Love Boat, Fernsehserie, 2 Folgen)
- 1985: Die 13 Geister von Scooby-Doo (The 13 Ghosts of Scooby-Doo, Fernsehserie, 13 Folgen, Stimme)
- 1986–1988: Flintstone Kids (Fernsehserie, 34 Folgen, Stimme)
- 1987: Mit Volldampf nach Chicago (End of the Line)
- 1987–1989: DuckTales – Neues aus Entenhausen (DuckTales, Fernsehserie, 4 Folgen, Stimme)
- 1988–1989: Police Academy (Fernsehserie, 64 Folgen, Stimme)
- 1988–1989: Fantastic Max (Fernsehserie, 3 Folgen, Stimme)
- 1988–1994: Garfield und seine Freunde (Garfield and Friends, Fernsehserie, 122 Folgen, Stimme)
- 1989: Mord ist ihr Hobby (Murder, She Wrote, Fernsehserie, 1 Folge)
- 1990: Schlafmütz & Co. (Potsworth & Co., Fernsehserie, 13 Folgen, Stimme)
- 1991: Käpt’n Balu und seine tollkühne Crew (TaleSpin, Fernsehserie, 2 Folgen, Stimme)
- 1991: Das Leben stinkt (Life Stinks)
- 1992: Tom & Jerry – Der Film (Tom and Jerry: The Movie, Stimme)
- 1993: Familie Feuerstein: I Yabba Dabba Du (I Yabba-Dabba Do!, Fernsehfilm, Stimme)
- 1993: Die Stars von Hollyrock (Hollyrock-a-Bye Baby, Fernsehfilm, Stimme)
- 1994: Fred's Weihnachtsshow (A Flintstones Christmas Carol, Fernsehfilm, Stimme)
- 1996/1997: Baywatch – Die Rettungsschwimmer von Malibu (Baywatch, Fernsehserie, 2 Folgen)
- 1997–1999: Cow & Chicken – Muh-Kuh und Chickie (Cow and Chicken, Fernsehserie, 28 Folgen, Stimme)
- 1998: Ein Anzug für jede Gelegenheit (The Wonderful Ice Cream Suit)
- 1998: Frühstück mit Einstein (Breakfast with Einstein, Fernsehfilm)
- 1999: Expedition der Stachelbeeren (The Wild Thornberrys, Fernsehserie, 1 Folge, Stimme)
- 2004: All Grown Up – Fast erwachsen (All Grown Up!, Fernsehserie, 1 Folge, Stimme)
- 2013: Off the Beach (Kurzfilm, posthum)

### Als Regisseur
- 1967: Was kümmert uns die Bank? (Who's Minding the Mint?)
- 1968: Der Mann in Mammis Bett (With Six You Get Eggroll)
- 1969: Don’t Drink the Water
- 1978: Goin’ Coconuts